# Don Pullen
Don Gabriel Pullen (25. december 1941 i Roanoke, Virginia, USA – 22. april 1995) var en amerikansk jazz pianist. 
Pullen er nok bedst kendt for sit samarbejde med Charles Mingus orkester. Hans stil spænder fra ragtime til freejazz. 
Han havde en meget original måde at spille klaver på, med en masse rytmiske cluster toner og atonale intervaller i sit solospil.
Pullen var også coleader med saxofonisten George Adams i en kvintet, som lavede en række lp´er fra sidst i 70´erne til sidst i 80´erne i Mingus stil.
Han har spillet med Art Blakeys Jazzmessengers, Milford Graves, Roy Brooks, Cecil Mcbee,
Sunny Murray, Billy Hart, Famoudou Don Moye, og Dannie Richmond. 